# Cratere Ansgarius
Ansgarius è un cratere lunare di 91,42 km situato nella parte sud-orientale della faccia visibile della Luna.
Il cratere è dedicato al monaco benedettino Oscar di Brema.

## Crateri correlati
Alcuni crateri minori situati in prossimità di Ansgarius sono convenzionalmente identificati, sulle mappe lunari, attraverso una lettera associata al nome.
| Ansgarius | Coordinate            | Diametro (in km) |
| --------- | --------------------- | ---------------- |
| B         | 11°59′24″S 84°06′36″E | 33,1             |
| C         | 14°47′24″S 74°49′48″E | 15,59            |
| M         | 11°15′00″S 78°47′24″E | 7,56             |
| N         | 11°54′36″S 81°10′48″E | 10,23            |
| P         | 13°03′36″S 75°39′36″E | 10,35            |